# Tom Steyer
Thomas Fahr Steyer (27 de juny de 1957) és un gerent de fons de cobertura milionari, filantrop, ecologista, activista liberal i recaptador de fons estatunidenc. És candidat a les primàries demòcrates presidencials del 2020.
Steyer és el fundador i antic soci gerent de Farallon Capital i el co-fundador de Onecalifornia Bank, que es va convertir (mitjançant una fusió) en Beneficial State Bank, un banc de desenvolupament comunitari situat a Oakland. Farallon Capital gestiona 20 mil milions de dòlars en capital d'institucions i individus rics. Els inversors institucionals de la firma inclouen dotacions d'universitats i fundacions. Des del 1986, Steyer ha sigut soci i membre del Comitè Executiu de Hellman & Friedman, una firma de capital privat de 8 mil milions de dòlars basada a San Francisco.
El 2010, Steyer i la seva esposa van signar The Giving Pledge per donar la meitat de la seva fortuna a organitzacions caritatives al llarg de la seva vida. El 2012, va vendre les accions de Farallon Capital i se'n va retirar. Canviant el focus en la política i el medi ambient, va iniciar NextGen America, una organització sense ànim de lucre que dona suport a postures progressives en el canvi climàtic, l'immigració, la sanitat i l'educació.
Steyer va servir a la Junta Directiva de la Universitat Stanford del 2007 al 2017.